# Sakau-Tiefseeberg
Der Sakau-Tiefseeberg (englisch Sakau Seamount) ist ein Tiefseeberg im Pazifik, östlich der Gilbertinseln etwa 80 km östlich des Arorae-Atolls. Er liegt auf einem untermeerischen Höhenzug, der sich nach Osten zieht und weitere ‚Gipfel‘ trägt: NoName Seamount 3 (2230 m unter dem Meeresspiegel ⊙), Seka Seamount, NoName Seamount 4 (3255 m unter dem Meeresspiegel ⊙) und NoName Seamount 1 (3725 m unter dem Meeresspiegel ⊙).
Sein Gipfel liegt in einer Tiefe von 2800 m.